# Валькова, Вера Борисовна
Вера Борисовна Валькова (род. 13 сентября 1946, Горький) — российский музыковед и педагог. Доктор искусствоведения, профессор Российской академии музыки имени Гнесиных, ведущий научный сотрудник Государственного института искусствознания. Член Союза композиторов России.

## Биография
Родилась 13 сентября 1946 года в Горьком. Училась в Горьковской консерватории (окончила в 1971 году) и в аспирантуре ГМПИ им. Гнесиных. Преподавала в Горьковской консерватории на кафедре истории музыки, с 1991 года — профессор.
В 2000 году переехала в Москву, при этом до 2009 года работала как на старом месте, так и в РАМ им. Гнесиных.
Автор монографии «Музыкальный тематизм — мышление — культура» (1992), фундаментального труда «С. В. Рахманинов: летопись жизни и творчества» (первая часть вышла в 2017 году, вторая — в 2022) и более 90 научных работ. Организатор многих научных конференций. Автор статей для «Музыкальной энциклопедии». Редактор-составитель научных сборников.